# Kesseldorf
Kesseldorf (en alsacià Kesseldorf) és un municipi francès, situat a la regió del Gran Est, al departament del Baix Rin. L'any 2005 tenia 402 habitants.
Forma part del cantó de Wissembourg, del districte de Haguenau-Wissembourg i de la Comunitat de comunes de la Plana del Rin

## Demografia
| 1962 | 1968 | 1975 | 1982 | 1990 | 1999 |
| ---- | ---- | ---- | ---- | ---- | ---- |
| 306  | 307  | 332  | 320  | 317  | 331  |

## Administració
| Període | Identitat     | Partit |
| ------- | ------------- | ------ |
| 2008-   | Guy Callegher | UMP    |